# 神奈川県立厚木東高等学校
神奈川県立厚木東高等学校（かながわけんりつ あつぎひがしこうとうがっこう）は、神奈川県厚木市王子に所在した公立高等学校。「東」は改称当時、神奈川県立厚木高等学校の東に位置していたことによるが、1969年の移転により現在は東西関係が逆転している。なお、跡地にはのちに厚木市立厚木小学校が移転している。
俳句活動が盛んで、全国高校俳句選手権大会（俳句甲子園）の県代表の常連であった。

## 設置学科
- 普通科

## 沿革
- 1906年2月20日 愛甲郡笈川村に愛甲郡立女子実業補習学校設置認可。
- 1911年 愛甲郡立実業女学校に改めて認可。
- 1923年 県立移管により、神奈川県立厚木実科高等女学校と改称。
- 1927年 神奈川県立厚木高等女学校と改称。
- 1948年 神奈川県立厚木女子高等学校と改称（新制）。
- 1950年 神奈川県立厚木東高等学校となる。
- 1966年 全日制は厚木市寿町から現在地へ移転、定時制は寿分校となる。
- 1969年 定時制が厚木南高等学校として独立移転。
- 1981年 男女共学開始、男子176名・女子271名入学。
- 2012年 男子バスケ部が高校総体（石川県）に初出場。
- 2024年 県立高校改革推進計画により、厚木東高等学校と厚木商業高等学校の2校が再編・統合され 、新校として神奈川県立厚木王子高等学校が4月開校した。

## 著名な出身者
- 榊原郁恵（タレント）
- 一戸奈美（女優）
- 永里優季（女子サッカー選手）
- 秋里和国（漫画家）
- 天真みちる（元宝塚歌劇団花組男役）
- 小室友里（AV女優）
- 小宮優大（プロバスケットボール選手）
- NakamuraEmi（シンガーソングライター）

## 交通
- 小田急線本厚木駅（厚木バスセンター）よりバス約15分。高校入口［厚木東・商業］下車、徒歩1分。